# Hornbek
Hornbek település Németországban, Schleswig-Holstein tartományban. Lakosainak száma 193 fő (2023. december 31.).

## Népesség
A település népességének változása:
| Lakosok száma | 165  | 190  | 190  | 200  | 208  | 193  |
|               | 1975 | 2017 | 2019 | 2021 | 2022 | 2023 |